# 托马索·科斯坦蒂诺
托马索·科斯坦蒂诺（義大利語：Tommaso Costantino，1885年6月23日—1950年2月28日），意大利男子击剑运动员。他曾获得1920年夏季奥运会男子花剑团体和男子重剑团体金牌，他在该届奥运会期间也参加了个人花剑项目，但未能夺牌。